# Stuart Craig
Norman Stuart Craig (14 de abril de 1942) es un diseñador de producción británico. 
Él también ha diseñado los decorados, junto a Stephenie McMillan, su frecuente colaboradora, de todas las películas de Harry Potter hasta la fecha. A petición de la autora de Harry Potter, J. K. Rowling, está trabajando con el equipo de Universal Creative diseñando The Wizarding World of Harry Potter, en el parque temático de Universal, Islands of Adventure. Rowling dijo en una entrevista en diciembre de 2007 en el podcast PotterCast: "La clave para mí fue esa, si tenía que haber un parque temático, Stuart Craig estaría involucrado... Más que involucrado, él iba a diseñarlo. Porque me gusta cómo se ven las películas: ellas realmente reflejan lo que ha estado en mi mente todos estos años."
Ha sido nominado para los Premios Óscar once veces y ha ganado tres Óscar a la mejor dirección de arte: en 1982 por Gandhi, en 1988 por Dangerous Liaisons, y en 1996 por El paciente inglés. Ha sido nominado para los BAFTA quince veces, incluyendo seis por películas de Harry Potter, y ha ganado tres: en 1980 por El hombre elefante, en 2005 por Harry Potter y el cáliz de fuego y en 2016 por Animales fantásticos y dónde encontrarlos.
Stuart Craig ha sido nominado para los premios BAFTA seis veces consecutivas, por las primeras seis películas de Harry Potter. 
Por su trabajo en El paciente inglés, Harry Potter y la piedra filosofal, Harry Potter y la Orden del Fénix, Harry Potter y el misterio del príncipe y Harry Potter y las Reliquias de la Muerte, Craig ha sido nominado para un premio del Gremio de Directores Artísticos. El Gremio ha honrado además a Craig con un premio por su trayectoria en la ceremonia del 16 de febrero de 2008.

## Premios y distinciones
Premios Óscar
| Año  | Categoría                 | Película                                           | Resultado |
| ---- | ------------------------- | -------------------------------------------------- | --------- |
| 1981 | Mejor dirección de arte   | El hombre elefante                                 | Nominado  |
| 1983 | Mejor dirección de arte   | Gandhi                                             | Ganador   |
| 1987 | Mejor dirección de arte   | La misión                                          | Nominado  |
| 1989 | Mejor dirección de arte   | Dangerous Liaisons                                 | Ganador   |
| 1993 | Mejor dirección artística | Drácula, de Bram Stoker                            | Nominado  |
| 1997 | Mejor dirección artística | El paciente inglés                                 | Ganador   |
| 2002 | Mejor dirección artística | Harry Potter y la piedra filosofal                 | Nominado  |
| 2006 | Mejor sonido              | Harry Potter y el cáliz de fuego                   | Nominado  |
| 2011 | Mejor dirección artística | Harry Potter y las Reliquias de la Muerte: parte 1 | Nominado  |
| 2012 | Mejor dirección artística | Harry Potter y las Reliquias de la Muerte: parte 2 | Nominado  |
| 2017 | Mejor dirección artística | Animales fantásticos y dónde encontrarlos          | Nominado  |